# GNU 링커
GNU 링커 (또는 GNU ld)는 유닉스 명령어 ld에 대한 GNU 프로젝트의 구현이다. GNU ld는 소프트웨어의 컴파일 시에 생성되는 목적 파일들로부터 실행 파일(또는 라이브러리)를 생성하는 링커를 실행한다. 링킹 프로세스에 대한 더 많은 권한을 행사하기 위해 링커 스크립트는 GNU ld로 전달된다. GNU 링커는 GNU 바이너리 유틸리티(binutils)의 한 부분이다.
이름 "ld"의 기원으로 여겨지는 것들로는 "LoaD" 그리고 "Link eDitor"가 있다.
GNU 링커는 자유 소프트웨어이며 GNU 일반 공중 사용 허가서 하에 배포된다.

## 같이 보기
- 바이너리 파일 디스크립터 라이브러리 (libbfd)